# Hamburger Punkte
Die Hamburger Punkte vom 18. Dezember 1918 sind ein Beschluss des 1. Reichsrätekongress zur Demokratisierung des Militärs im Gefolge der Novemberrevolution 1918. Sie sollten die organisatorischen Veränderungen im Militär absichern, die durch die während der Revolution entstandenen Soldatenräte faktisch bei den Heimattruppen durchgesetzt wurden. Der Rätekongress verlangte, dass die Regierung die militärische Kommandogewalt nur unter Kontrolle eines neu zu schaffenden Zentralrates der Arbeiter- und Soldatenräte ausüben könne. Symbolhaft als Kampf gegen den Militarismus wurden alle Rangabzeichen und das Waffentragen außerhalb des Dienstes abgeschafft. Die Soldaten sollten ihre Vorgesetzten zukünftig selber wählen können. Für die Aufrechterhaltung der Disziplin sollten letztlich die Soldatenräte verantwortlich sein. Zudem sollte an die Stelle des stehenden Heeres eine milizähnliche Volkswehr treten.
Benannt sind diese Forderungen nach ihren Urhebern aus der Hansestadt. Der Hamburger Delegierte Walther Lamp’l unterbreitete mit Zustimmung der Vertreter der Berliner Truppen zu Beginn der 3. Sitzung die folgenden sieben Punkte:
1. Die Kommandogewalt über Heer und Marine üben die Volksbeauftragten unter Kontrolle des Vollzugsrates aus.
2. Als Symbol der Zertrümmerung des Militarismus und der Abschaffung des Kadavergehorsams werden die Entfernung aller Rangabzeichen und das Verbot des außerdienstlichen Waffentragens angeordnet.
3. Für die Zuverlässigkeit der Truppenteile und für die Aufrechterhaltung der Disziplin sind die Soldatenräte verantwortlich. […] Vorgesetzte außer Dienst gibt es nicht mehr.
4. Entfernung des bisherigen Achselstücke, Unteroffizierstressen usw., Kokarden, Achselklappen und Seitengewehre ist ausschließlich Angelegenheit der Soldatenräte und nicht einzelner Personen. […] Der Kongreß verlangt Abschaffung aller Orden und Ehrenzeichen und des Adels.
5. Die Soldaten wählen ihre Führer selbst. […]
6. Offiziere […] (können) im Interesse der Demobilisation in ihren Stellungen zu belassen (werden), wenn sie erklären, nichts gegen die Revolution zu unternehmen.
7. Die Abschaffung des stehenden Heeres und die Errichtung der Volkswehr sind zu beschleunigen.

Nach heftigen Verhandlungen unter den politischen Fraktionen und unter dem Druck der Berliner Soldaten, die mit einer Deputation vor dem Kongress aufgetreten war, wurden die Punkte nahezu einstimmig vom Kongress angenommen.
Zudem wurde ein Antrag beschlossen, der dazu aufrief, „sofort alle Maßnahmen zur Entwaffnung der Gegenrevolution zu ergreifen“.
Der Oberste Heeresleitung unter General Wilhelm Groener gelang es, durch ein Ultimatum durchzusetzen, dass die Punkte nur für die Heimatarmee, nicht aber für das Feldheer Geltung haben sollten. Am 19. Januar, einen Monat nach dem Kongress, erließ der preußische Kriegsminister Walther Reinhardt „Ausführungsbestimmungen“ zu den Hamburger Punkten, welche die Befehlsgewalt der Offiziere vollständig wieder herstellten. Hintergrund war der kurz zuvor niedergeschlagene Berliner Januaraufstand. Nach der Niederschlagung der Streiks und Aufstände im Februar und März 1919 und mit der Verabschiedung des Gesetzes über die Schaffung einer vorläufigen Reichswehr durch die Weimarer Nationalversammlung vom 6. März 1919 blieb von diesen Hamburger Punkten nichts mehr übrig.